# 1966 год в спорте
Список 1966 год в спорте описывает спортивные события, произошедшие в 1966 году.

## СССР
- Чемпионат СССР по боксу 1966;
- Чемпионат СССР по самбо 1966;
- Чемпионат СССР по классической борьбе 1966;
- Чемпионат СССР по лёгкой атлетике 1966;
- Чемпионат СССР по русским шашкам 1966;
- Чемпионат СССР по хоккею с мячом 1965/1966;

### Волейбол
- Чемпионат СССР по волейболу среди женщин 1966;
- Чемпионат СССР по волейболу среди мужчин 1966;

### Футбол
- Чемпионат СССР по футболу 1966;
- Кубок СССР по футболу 1965/1966;
- Кубок СССР по футболу 1966/1967;
- Созданы клубы:
  - «Балаково»;
  - ГАИ;
  - «Дербент»;
  - «Прогресс» (Бийск);
  - «Спартак-д» (Нальчик);
  - «Энергетик» (Мингечевир);
- Расформирован клуб «Буревестник» (Мелитополь);

### Хоккей с шайбой
- Чемпионат СССР по хоккею с шайбой 1965/1966;
- Чемпионат СССР по хоккею с шайбой 1966/1967;

### Шахматы
- Командный чемпионат СССР по шахматной композиции 1965/1966;
- Чемпионат СССР по шахматам 1966/1967;

## Международные события
- Зимняя Универсиада 1966;
- Кубок чемпионов ФИБА 1965/1966;
- Кубок чемпионов ФИБА 1966/1967;
- Летние Азиатские игры 1966;

### Чемпионаты Европы
- Чемпионат Европы по фигурному катанию 1966;

### Чемпионаты мира
- Чемпионат мира по биатлону 1966
- Чемпионат мира по волейболу среди мужчин 1966
- Чемпионат мира по конькобежному спорту в классическом многоборье 1966
- Чемпионат мира по лыжным видам спорта 1966
- Чемпионат мира по спортивной гимнастике 1966
- Чемпионат мира по тяжёлой атлетике 1966
- Чемпионат мира по фигурному катанию 1966
- Чемпионат мира по футболу 1966
- Чемпионат мира по хоккею с шайбой 1966

### Футбол
- Матчи сборной СССР по футболу 1966
- Кубок европейских чемпионов 1965/1966
- Кубок европейских чемпионов 1966/1967
- Кубок Либертадорес 1966
- Кубок обладателей кубков УЕФА 1966/1967
- Кубок обладателей кубков УЕФА 1965/1966
- Кубок ярмарок 1965/1966
- Кубок ярмарок 1966/1967
- Международный футбольный кубок 1966/1967
- Финал Кубка европейских чемпионов 1966
- Финал Кубка обладателей кубков УЕФА 1966

### Шахматы
- Женская шахматная олимпиада 1966;
- Кубок Пятигорского 1966;
- Матч за звание чемпиона мира по шахматам 1966;
- Шахматная олимпиада 1966;

## Персоналии

### Родились
- 15 апреля — Дугучиев, Ислам Бетерсултанович, советский, российский и азербайджанский борец классического стиля, серебряный призёр олимпийских игр, четырёхкратный чемпион мира, двукратный чемпион Европы, неоднократный чемпион и призёр чемпионатов СССР и России. Заслуженный мастер спорта СССР, Заслуженный тренер России.